# Droga wojewódzka nr 569
Droga wojewódzka nr 569 (DW569) – droga wojewódzka w województwie kujawsko-pomorskim o długości 19 kilometrów łącząca Golub-Dobrzyń z Dobrzejewicami. Droga biegnie przez powiaty golubsko-dobrzyński i toruński.

## Miejscowości leżące przy trasie DW569
- Golub-Dobrzyń (DW534, DW554)
- Okonin
- Ciechocin
- Dobrzejewice (DK10)